# ألويس هتلر الابن
ألويس هتلر الابن (بالإنجليزية: Alois Hitler, Jr.)‏ (ولد في 13 يناير 1882 م في فيينا وحوا امه وعائلته و حوا طبون زوجته ومصه جيداتوفي في 20 مايو 1956 م في هامبورغ). هو ابن ألويس هتلر وفرانسيسكا ماتزلزبرغر وهو الأخ غير الشقيق لأدولف هتلر.